# Karl-Heinz Grasser
Karl-Heinz Grasser (ur. 2 stycznia 1969 w Klagenfurcie) – austriacki przedsiębiorca i polityk, w latach 2000–2007 minister finansów.

## Życiorys
Absolwent nauk społecznych i ekonomicznych na Universität Klagenfurt (1992). Poznał w tym czasie Jörga Haidera, dołączając następnie do Wolnościowej Partii Austrii (FPÖ). Również w 1992 został pracownikiem klubu poselskiego partii, a w 1993 jej sekretarzem generalnym i dyrektorem partyjnej akademii politycznej. W latach 1994–1998 pełnił funkcję zastępcy starosty krajowego Karyntii. W 1998 po sporze wewnątrz partii wycofał się z działalności publicznej, obejmując kierownicze stanowisko w koncernie Franka Stronacha.
Powrócił do polityki w styczniu 2000, obejmując z rekomendacji FPÖ stanowisko ministra finansów w rządzie Wolfganga Schüssela z Austriackiej Partii Ludowej (ÖVP). Nominacja ta nastąpiła, gdy prezydent Thomas Klestil zablokował kandydaturę Thomasa Prinzhorna. W 2002 po konflikcie z Jörgiem Haiderem wraz z wicekanclerz Susanne Riess-Passer podał się do dymisji, co doprowadziło do przedterminowych wyborów. W 2003 formalnie wystąpił z dotychczasowego ugrupowania. W lutym 2003 ponownie został ministrem finansów w drugim gabinecie dotychczasowego kanclerza, sprawując ten urząd do stycznia 2007. Powrócił później do sektora prywatnego, m.in. był współwłaścicielem firmy działającej w branży nieruchomości.
W 2016 przedstawiono mu zarzuty korupcyjne w związku z prywatyzacją kompanii BUWOG z czasów pełnienia funkcji ministra. Proces w tej sprawie rozpoczął się w 2017.
W 2005 poślubił Fionę Swarovski, dziedziczkę przedsiębiorstwa Swarovski.